# Lee Harvey Oswald
Lee Harvey Oswald, född 18 oktober 1939 i New Orleans, Louisiana, död (mördad) 24 november 1963 i Dallas, Texas, var en amerikansk socialist, av den så kallade Warrenkommissionen utpekad som president John F. Kennedys ensamme mördare.

## Biografi
Oswald, vars far avled några månader före sonens födelse, hade en isolerad, känslomässigt "djupfryst" barndom, som präglades av oppositionslust och samhällshat. Som 14-åring kom han i kontakt med psykiatrin, där han diagnostiserades som havande ett "stört personlighetsmönster med schizoida drag och passiv-aggressiva tendenser". Modern förhindrade dock att pojken fick adekvat behandling. 
I linje med sin aversion mot det rådande samhället intresserade sig Oswald redan i 15-årsåldern för socialistiskt färgad litteratur. 1955 närmade han sig Socialist Party of America, men blev aldrig medlem i partiet. Av sina meningsfränder beskrevs han som känslokall och arrogant, med drag av exhibitionism och självöverskattning.

### Marinkåren
I oktober 1956 tog han värvning i marinkåren som flygplansmekaniker. Ofta påstås att Oswald inte fick någon särskild träning i prickskytte, vilket är felaktigt; Oswald tränade med ett M1-gevär. Hans träningsresultat var inte särskilt bra, men vid provet fick han 212 poäng, 2 poäng över gränsen till att kvalificera sig som skarpskytt på en prickskytt/skarpskytt/expert-skala. Då han gjorde om provet några år senare fick han ett betydligt sämre resultat. Under sin utbildning genomgick han kurser i bland annat grundläggande radarteori, kartläsning och flygledarprinciper. 
Mellan september 1957 och november 1958 var Oswald stationerad på en radarstation utanför Tokyo i Japan. Där ställdes han inför militärdomstol två gånger, en gång för innehav av ett privat vapen och en gång för att ha använt provocerande ord mot en officer. I båda fallen dömdes han till hårt arbete och böter. Hans betyg i uppförande blev också betydligt sämre. Under denna tiden hade Oswald också börjat lära sig ryska och den 25 februari 1959, efter att han återvänt till USA, gjorde han ett kvalifikationstest i ryska, men med ett dåligt resultat.

### Sovjetunionen

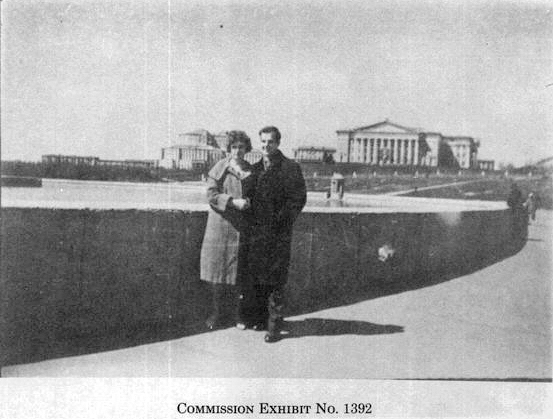
Oswald och Marina Nikolajevna Prusakova i Minsk, 1961.

Under våren 1959 ansökte Oswald till Albert Schweitzer College i Churwalden, Schweiz. Den 18 september seglade han från New Orleans till Le Havre i Frankrike och tog sig direkt därifrån till Southampton i Storbritannien, där han anlände den 9 oktober. Där meddelade han myndigheterna att han var på väg till Schweiz och skulle stanna i Storbritannien i en vecka. Redan samma dag flög han dock till Helsingfors och ansökte där om ett visum till Sovjetunionen. Den 16 oktober anlände Oswald till Moskva med tåg från Finland på ett turistvisum, giltigt i sex dagar. I Moskva ansökte han omgående om sovjetiskt medborgarskap. Den 21 oktober – samma datum som hans turistvisum löpte ut – fick Oswald avslag på sin ansökan om medborgarskap från de sovjetiska myndigheterna och anmodades att lämna landet samma kväll. När han skulle eskorteras till flygplatsen återfanns Oswald dock på sitt hotellrum med ett blödande skärsår i armen, efter ett förmodat självmordsförsök. Han lades därefter in på sjukhus under observation i en vecka och när han blev utskriven begav han sig till USA:s ambassad, där han önskade avsäga sig sitt amerikanska medborgarskap.
I mitten av november fick Oswald tillåtelse att tillfälligt stanna i Sovjetunionen. Den 4 januari 1960 fick han till slut ett pass som statslös och skickades till Minsk i Vitryska SSR (nuvarande Belarus), där han tilldelades en möblerad lägenhet och började arbeta på en radio- och tv-fabrik. I Minsk hade Oswald först en relation med en av sina arbetskamrater, en belarusiska vid namn Ella German (född 1937), från juni 1960 till februari 1961. Därefter inledde han ett förhållande med en ryska, Marina Nikolajevna Prusakova (född 1941); de gifte sig den 30 april 1961, efter bara ett par månaders bekantskap. 
Redan i början av 1961, efter drygt ett års vistelse i Minsk, började Oswald ompröva sitt beslut att hoppa av från USA och uppgav för myndigheterna där att han inte längre var intresserad av att ansöka om sovjetiskt medborgarskap. Oswald, som aldrig formellt avsagt sig sitt amerikanska medborgarskap, skickade också ett brev till USA:s ambassad i Moskva, där han bad om att återfå sitt amerikanska pass.
I december 1961 bad paret Oswald de sovjetiska myndigheterna om tillstånd att få lämna landet och resa till USA, vilket beviljades. Familjen Oswald anlände – efter att i februari 1962 fått sitt första barn, June – till Moskva den 24 maj. I juni 1962 erhöll familjen ett lån på 435 amerikanska dollar från ambassaden för att bekosta den förestående resan.

### Fort Worth, Dallas, New Orleans

Oswald poserar med sitt gevär och de marxistiska tidningarna The Militant och The Worker, mars 1963.

Familjen Oswald möttes av Lees bror Robert på flygplatsen Love Field i Dallas den 14 juni. Robert noterade bara små förändringar hos Lee, men också att brodern var något förvånad över att inga journalister var på plats. Lee Oswald förhördes första gången den 26 juni 1962 av FBI om sina förehavanden i Sovjetunionen, men han ville inte berätta något om varför han hoppat av. Han hävdade också att han inte lämnat ut någon information om sin tid i marinkåren för sovjetiska myndigheter.
Familjen Oswald bodde en kort tid hos brodern Robert och sedan hos Lees mor, i Fort Worth, innan de flyttade till en egen lägenhet i samma stad i mitten av augusti. I slutet av juli fick Oswald jobb som metallarbetare genom att hävda att han hade erfarenhet av detta från marinkåren. Han skötte sitt jobb bra, men trivdes inte särskilt och slutade i oktober 1962 då familjen istället flyttade till Dallas. Enligt vittnen var lägenheten sparsamt inredd, Marina och barnet dåligt klädda och de verkade ha dåligt med mat. Vittnen noterade också att paret Oswald hade äktenskapliga problem och att Marina vid något tillfälle hade ett blåmärke vid ögat. Genom arbetsförmedlingen i Dallas fick Oswald jobb på ett tryckeri där han arbetade med att göra reklamaffischer.
I november 1962 hade Oswald skaffat en större lägenhet i Dallas, dit han flyttade med Marina och June. De äktenskapliga problemen fortsatte, och Marina bosatte sig hos vänner i den ryska gemenskapen. Paret flyttade återigen ihop i mars 1963, men i april fick Lee sparken från tryckeriet.
Under hela den här tiden fortsatte Oswald att visa kommunistsympatier. Han prenumererade på ryska tidningar och försökte att bli medlem i det då trotskistiska Socialist Workers Party, vilket dock inte hade någon avdelning i Texas. Under det tagna namnet A. J. Hidell beställde Oswald en Smith & Wesson-pistol, och under namnet A. Hidell beställde han ett gevär. Båda vapnen skickades den 20 mars 1963. Också namnet Alek James Hidell användes på falska ID-kort som han lärt sig tillverka på tryckeriet. Han förvarade vapnen i ett förråd och sa till Marina att geväret skulle användas till jakt. 
I själva verket tycks Oswald ha skaffat vapnen för att genomföra ett attentat mot armégeneralen Edwin Walker. Walker hade tidigare varit befälhavare för en amerikansk armédivision stationerad i Västtyskland, men lämnade denna post 1961 efter att ha orsakat kontrovers genom sina högerextrema politiska ståndpunkter. 1962 hade Walker ställt upp som kandidat i Texas guvernörsval, där han slutade sist på en sjätteplats. Han var känd som en hårdför antikommunist och försvarare av rassegregeringen i USA; i oktober 1962 hade Walker anklagats för anstiftan till upplopp mot att James Meredith blivit antagen som den förste afroamerikanske studenten vid University of Mississippi. Under helgen 9–10 mars 1963 fotograferade Oswald omgivningarna kring Walkers hem. Med sig hade han en anteckningsbok där han planerade ett attentat mot generalen. Den 10 april lämnade han en lapp med instruktioner till Marina om vad hon skulle göra om han blev gripen. Han begav sig sedan mot Walkers bostad där han också ska ha avlossat skott mot Walker, som dock missade. Efter det misslyckade attentatsförsöket tog Oswald bussen hem igen.

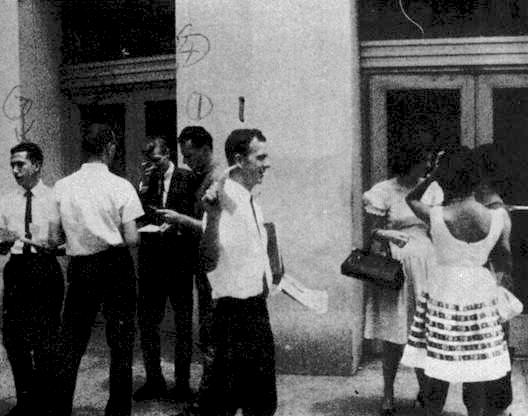
Oswald delar ut flygblad för Fair Play for Cuba Committee i New Orleans, 16 augusti 1963.

I slutet av april 1963 reste Oswald till New Orleans för att där söka jobb. Enligt Marina var det hon själv som föreslagit detta, då maken behövde lämna Dallas efter attentatet mot Walker. I New Orleans fick Oswald tillfälligt bo hos sin faster men i början av maj fick han jobb på ett kafferostningsföretag som maskinsmörjare och flyttade då till en egen lägenhet. I mitten av juli 1963 fick han dock sparken på grund av försummelser i den dagliga tillsynen.
I slutet av maj och början av juni började Oswalds utarbeta planer på att inrätta en New Orleans-avdelning av Fair Play for Cuba Committee, en gräsrotsorganisation som motsatte sig USA:s aggressiva politik mot Fidel Castros regering på Kuba. Under namnet Lee Osborne beställde han flygblad med texten "Hands off Cuba". Den 9 augusti, då Oswald delade ut flygbladen, hamnade han i dispyt med tre exilkubaner. Alla fyra arresterades för störande av ordningen, och Oswald dömdes till 10 dollar i böter. Den 16 augusti delade Oswald återigen ut sina flygblad. Denna gång intervjuades han i ett nyhetsinslag i tv, vilket skulle skada hans möjligheter att få jobb. Han deltog också i en 25 minuter lång radiointervju, inspelad den 17 augusti, där han försvarade Castros regering och diskuterade marxism. 

### Mexico City
Den 17 september 1963 mottog Oswald papper från det mexikanska generalkonsulatet i New Orleans, som gav honom tillåtelse att vistas som turist i Mexiko i högst 15 dagar. På morgonen den 25 september mottog han en check på 33 dollar som arbetslöshetsunderstöd. Detta gav honom ungefär 200 dollar i reskassa för resan till Mexiko.
Efter att ha rest till Houston tog Oswald därifrån en buss den 26 september till Mexico City, där han anlände cirka 20 timmar senare. Omedelbart försökte han få tillåtelse att resa till Kuba, men de mexikanska myndigheterna tillät inte någon med amerikanskt pass att resa dit utan visum. Han försökte så, hos både den kubanska och sovjetiska ambassaden, att få tillstånd för sin Kuba-resa för att därifrån fortsätta till Sovjetunionen. Den 30 september fick Oswald besked om att ansökan skulle dröja fyra månader, vilket gjorde honom mycket upprörd. Den 3 oktober var han tillbaka i Texas.

### Dallas
Tillbaka i Dallas fortsatte Oswald att leta efter jobb. Hans på nytt gravida fru Marina bodde hos en bekant, Ruth Paine, som talade både engelska och ryska. Samtidigt hyrde Oswald ett rum på 1026 North Beckley Avenue. Genom Ruth Paines grannes bror, Buell Wesley Frazier, fick Oswald arbete på Texas skolbokslager (Texas School Book Depository), där han började den 16 oktober 1963. Oswald ordnade skjuts med Frazier till Ruth Paines bostad så att han på helgerna kunde besöka Marina. 
Torsdagen den 21 november 1963 bad Oswald att få skjuts av Frazier eftersom han behövde hämta några gardinstänger. Oswald frågade också Marina om hon ville bo hos honom i Dallas, men hon vägrade.

## Mordet på Kennedy

### Oswald under och efter mordet

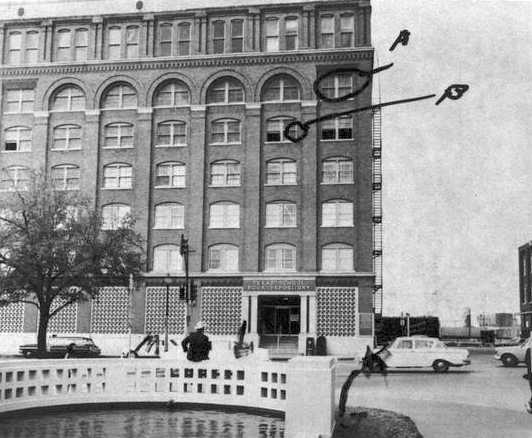
Texas School Book Depository i Dallas, där Oswald arbetade. Cirkeln markerad med "A" anger fönstret där Oswald, enligt vittnet Howard Brennan, ska ha avfyrat skotten mot Kennedy.

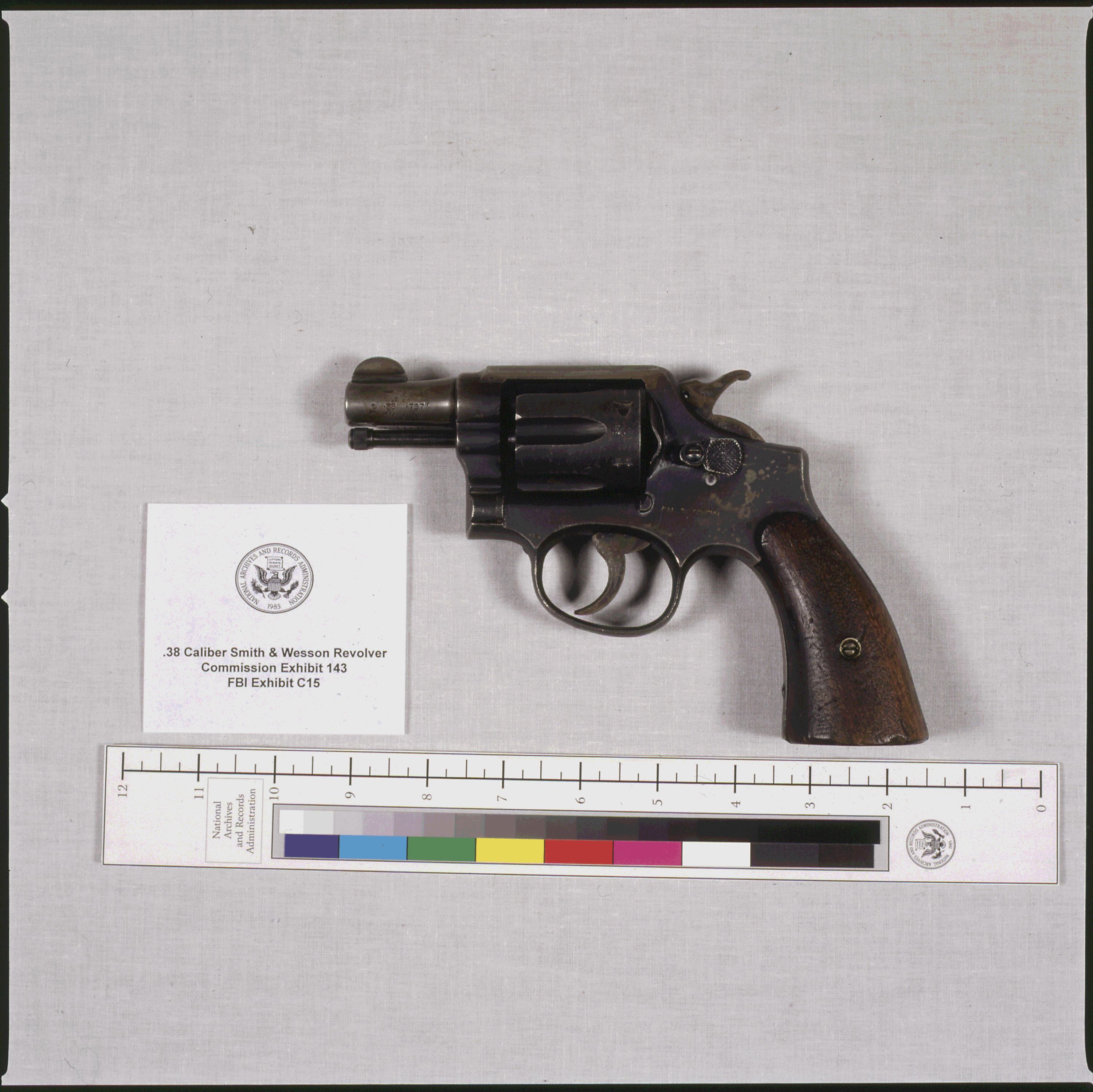
Lee Harvey Oswalds revolver som dödade J.D. Tippit, en .38 Smith & Wesson.

På morgonen den 22 november 1963 hade Oswald med sig ett avlångt brunt paket. Då Frazier frågade om innehållet svarade Oswald att det innehöll gardinstänger. Oswald själv sade att paketet faktiskt innehöll hans lunch. En brun papperspåse med Oswalds fingeravtryck hittades senare intill platsen där skotten avfyrats. Oswald vistelseort 11:45 till 12:25 dokumenteras av fyra olika vittnen som påstod sig ha sett honom på första våningen.
Klockan 12:30 svängde presidentens karavan in på Elm Street och tre skott hördes. Flera vittnen hade sett en man i ett fönster på sjätte våningen på skolbokslagret. Ett vittne beskrev gärningsmannen som vit, smal, vikt omkring 75 kg, längd omkring 178 cm och omkring 30 år gammal.
Enligt Warrenkommissionens slutsats avfyrade Oswald tre skott från ett fönster på den sjätte våningen i det sydöstra hörnet av skolbokslagret. Av dessa skott träffade ett president Kennedy i halsen och skadade Texasguvernören John Connally, ett skott missade och ett tredje skott träffade Kennedy i huvudet.
En polisman vid namn Marrion L. Baker, som körde sin motorcykel längst bak i karavanen, stannade vid vägkanten och sprang in på skolbokslagret. Där träffade han på chefen för skolbokslagret, Roy Truly, och de båda sprang uppåt via trapporna. På andra våningen såg Baker Oswald i lunchrummet. Med dragen revolver frågade han Truly: "Känner du honom? Jobbar han här?", Truly svarade "Ja" och de fortsatte uppför trapporna. Enligt Truly var Oswald inte andfådd och han verkade inte heller rädd eller upprymd. Oswald lämnade byggnaden omkring 12:33 innan polisen hade hunnit spärra av den.
Efter att ha lämnat skolbokslagret hoppade Oswald på en buss som gick mot hans hem. Men bussen fastnade i trafiken och han hoppade av den. Vilken buss Oswald hade åkt med kunde identifieras med hjälp av en biljett som hittades i hans ficka. Ett vittne ombord på bussen kände igen Oswald och bedömde att han hade åkt med i ungefär fyra minuter. Dagen efter Oswald hade gripits kände en taxichaufför igen Oswald och sa att han hade kört honom ut till Oak Cliff och släppt av honom några kvarter ifrån där Oswald bodde. Oswalds hyresvärdinna märkte att han kom hem klockan 13:00 och att han verkade ha bråttom och endast stannade i 3-4 minuter.
Klockan 12:54 rapporterade polismannen J.D. Tippit att han var i centrala Oak Cliff vid Lancaster and Eighth. Signalementet på den misstänkte gärningsmannen hade gått ut flera gånger på polisradion vid det här laget. Omkring 1,5 kilometer från Oswalds hem stoppade Tippit en man och började prata med honom genom fönstret. Sedan gick Tippit ur och runt bilen, men när han kom till vänster framhjul avlossade mannen flera skott, varav fyra träffade och dödade Tippit omedelbart. Gärningsmannen flydde mot Jefferson Boulevard. Klockan 13:16 rapporterade en man via Tippits polisradio att en polisman blivit skjuten.
Åtminstone tolv personer såg en man med en revolver i närheten av brottsplatsen. Redan samma kväll hade fem av dem pekat ut Oswald vid vittneskonfrontationer som mannen de såg. En sjätte gjorde likadant dagen efter och ytterligare tre kunde senare peka ut Oswald med hjälp av ett foto.
Senare såg en innehavare av en skobutik en man som betedde sig underligt och verkade gömma sig för polisen. Han följde efter honom till biografen Texas Theater där mannen smet in utan att betala. Polisen tillkallades och åtminstone 15 polismän kom snart dit. Efter ett visst tumult, där Oswald drog sin revolver, kunde Oswald gripas.

### Häktningen
Efter gripandet anklagades Oswald formellt först endast för mord på polismannen J.D. Tippit. Senare fick han (av en nyhetsreporter) reda på att han anklagats även för mordet på Kennedy. Flera förhör och vittneskonfrontationer hölls under de knappa 48 timmar Oswald satt i häktet. Han pekades av flera vittnen ut som den som skulle ha lämnat skolbokslagret (vilket han inte förnekade, enligt honom själv hade han ätit lunch i matsalen i skolboksbyggnaden då mordet på Kennedy ägt rum) och sedan skjutit Tippit (vilket han bestämt förnekade). Oswald klagade högljutt över konfrontationernas utformning då han parats ihop med män som inte hade någon likhet med honom själv, vare sig i ålder eller kroppsbyggnad. Han gillade inte heller att han var den ende som "såg skyldig ut" - med ett sår på högra delen av pannan.

### Oswald skjuts

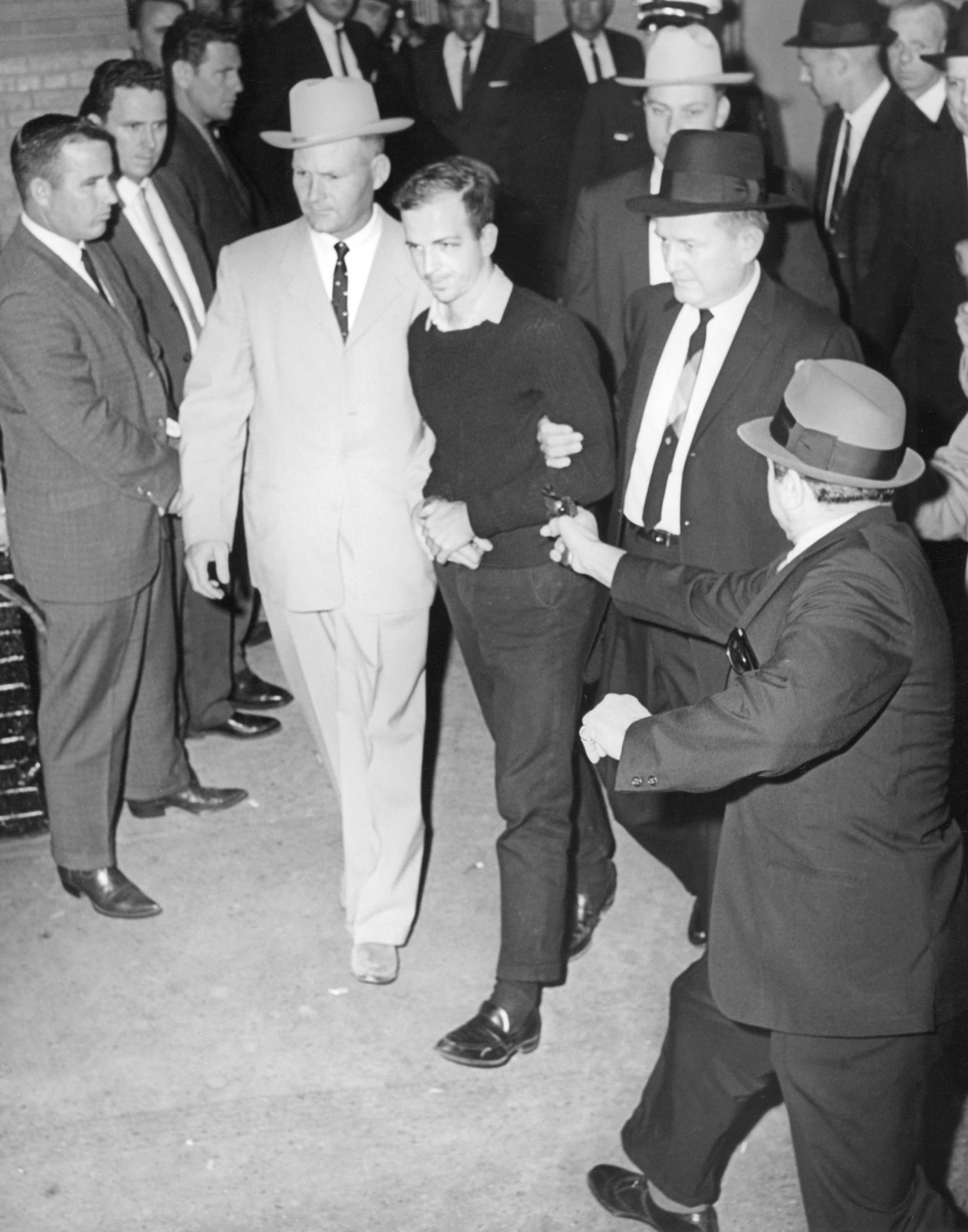
Ira Jeffersons bild på Oswald på väg att bli skjuten av Jack Ruby, 24 november 1963. Till vänster i beige kostym syns polismannen Jim Leavelle.

Knappt 2 dygn efter arresteringen fördes Oswald genom häktets undre lokaler ut till en väntande fångtransport i garageområdet; detta för att föras till det säkrare statsfängelset (Dallas County Jail). Men mitt framför kameror och i direktsänd TV trängde sig plötsligt en man genom folkmassan och avlossade på ett avstånd av ca 30 cm - ett skott som träffade Oswald i magen. Skytten, en känd nattklubbsägare vid namn Jack Ruby, övermannades omgående och fördes in i den cell Oswald precis lämnat.
Oswald fördes medvetslös till Parkland Hospital och hamnade bara något rum ifrån där president Kennedy tidigare förklarats död. Han opererades genast samtidigt som man gav honom åtskilliga påsar blod genom transfusioner. Hans liv stod dock inte att rädda och han förklarades död kl 13.07.
Lee Harvey Oswald obducerades och hans döda kropp lämnades till familjen. Han begravdes sedan på Rose Hill Memorial Burial Park under sitt fulla namn, födelse- och dödsdag. Gravstenen stals dock och idag finns där endast en sten med namnet Oswald.

### Efterspelet och teorier
Då Oswald skjutits innan någon rättegång ens hade inletts uppstod snabbt rykten om att Jack Ruby utfört mordet för att "tysta" Oswald. Andra rykten, som gjorde gällande att Oswald skulle ha mottagit pengar från Kubas eller Sovjetunionens regering under sin vistelse i Mexico City, uppstod också. Warrenkommissionen sade sig dock inte kunna hitta några bevis vare sig för att den förmodade presidentmördaren hade dödats för att inte kunna "läcka" information eller att denne stöttats via utomstatliga kontakter. Oswald hade handlat helt på eget bevåg, var slutsatsen.
År 1978 kom House Select Committee of Assassination (HSCA), tvärtemot Warrenkommissionen, fram till slutsatsen att president Kennedy förmodligen mördats som ett resultat av en konspiration. De kunde dock inte precisera vilka denna konspiration i så fall bestått av. Kommittén baserade sig på akustiska bevis (bland annat gällande hur många kulor som avfyrats mot president Kennedy och dennes bilkonvoj) som senare starkt har ifrågasatts.
1969 ägde rättegången mot Clay Shaw rum, då affärsmannen Clay Shaw åtalades men friades för att tillsammans med bland andra Oswald utfört mordet på Kennedy.